# 水牛山 (加利福尼亞州)
水牛山（英語：Buffalo Hill）是位於美國加利福尼亞州埃爾多拉多縣的一個非建制地區。該地的面積和人口皆未知。

## 地理
水牛山的座標為38°54′31″N 120°50′51″W / 38.90861°N 120.84750°W，而該地的平均海拔高度為770米（即2526英尺）。